# Dia Internacional em Memória das Vítimas de Atos de Violência baseados em Religião ou Crença
O Dia Internacional em Memória das Vítimas de Atos de Violência baseados em Religião ou Crença é um dia observado anualmente em 22 de agosto desde 2019, promulgado pela Assembleia Geral das Nações Unidas em 2019.

## Proclamação
O Dia Internacional em Memória das Vítimas de Atos de Violência baseados em Religião ou Crença foi instituído em 28 de maio de 2019 pela Assembleia Geral das Nações Unidas sob proposta da Polônia. Essa resolução condena a violência e o terrorismo dirigidos a indivíduos e minorias religiosas. Ela reafirma a condenação de todos os atos de terrorismo e extremismo violento em todas as suas formas, enfatizando que esses atos não devem ser associados a nenhuma religião, nacionalidade, civilização ou grupo étnico.

## Celebração
O dia 22 de agosto foi designado para comemorar esse dia, que segue o Dia Internacional em Memória e Tributo às Vítimas do Terrorismo, celebrado em 21 de agosto. A primeira comemoração ocorreu em 2019, após a adoção da resolução relevante. Esse dia foi escolhido para oferecer apoio e assistência adequados às vítimas e suas famílias e para destacar a importância do combate à intolerância e à violência com base em religião ou crença.

## Observâncias e temas
- 2019: Primeira comemoração[2]
- 2020: Sem tema[4]
- 2021: Todas as sociedades devem rejeitar coletivamente a violência[5]
- 2022: Sem tema[6][7]
- 2023: A liberdade de religião e crença é um direito humano inalienável[8]